# Amy Paffrath

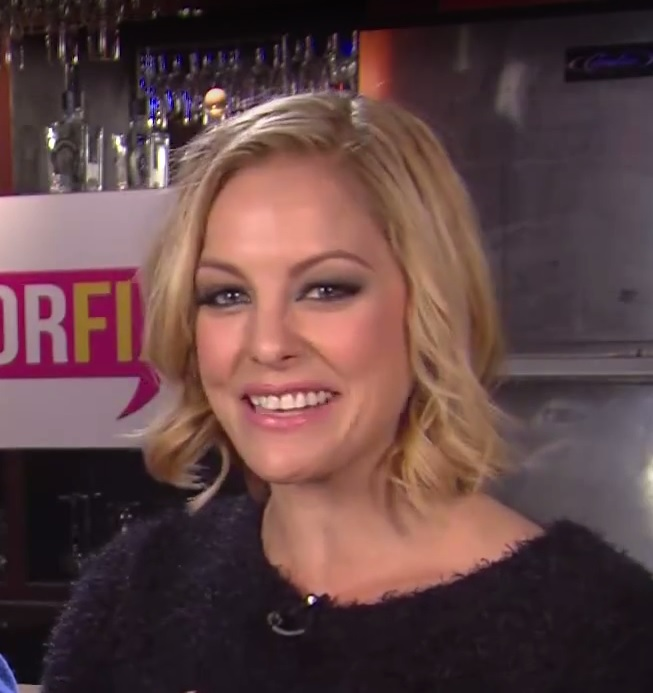
Amy Paffrath (2015)

Amy Christine Paffrath Seeley (* 22. Juli 1983 in St. Louis, Missouri) ist eine US-amerikanische Fernsehmoderatorin, Schauspielerin, Filmproduzentin und Model.

## Leben
Paffrath wurde am 22. Juli 1983 in St. Louis als Tochter von Mark und Mary Paffrath geboren. Sie hat sechs Geschwister. Ihr Großvater war ebenfalls als Schauspieler tätig. In jungen Jahren brachte ihre Mutter ihr das Ballett näher. Später wechselte sie zum Turnen, wo sie einige Wettbewerbe für sich entscheiden konnte. Erste schauspielerische Erfahrungen sammelte sie während ihrer Grundschulzeit am Theater. An der St. Thomas-Aquinas Mercy High School in Florissant entwickelte sie ihr Interesse für digitale Medien. 1997 unterschrieb sie einen Vertrag bei Tonis International Models. Dadurch erhielt sie Laufstegshows und Printanzeigen für Kataloge auf lokaler Ebene. Sie besuchte die University of Missouri, die sie mit dem Bachelor of Arts in Rundfunkjournalismus verließ. Während ihrer Studienzeit war sie außerdem Cheerleaderin. Sie ist seit dem 28. April 2013 mit dem Schauspieler Drew Seeley verheiratet und führt seitdem den Nachnamen Paffrath Seeley. Die beiden wurden 2019 Eltern einer Tochter. Die Schauspielerin Katie Seeley ist ihre Schwägerin.
Anfang der 2000er sammelte sie erste schauspielerische Erfahrungen für das Fernsehen in der Fernsehserie E! Presents Comcast on Demand und in einer Reihe von Kurzfilmen. 2009 stellte sie in insgesamt drei Episoden der Fernsehserie I Kissed a Vampire die Rolle der Luna Dark dar, die sie auch im Folgejahr im gleichnamigen Film verkörperte. 2012 war sie in fünf Episoden der Mini-Serie Husband & Wife in der weiblichen Hauptrolle zu sehen. Sie stellte in Evil Bong 2: King Bong, Evil Bong 3: The Wrath of Bong und Evil Bong: High 5, alle inszeniert von Charles Band, die Rolle der Velicity dar.
Seit Mitte der 2000er Jahre ist Paffrath als Fernsehmoderatorin präsent und moderiert verschiedene Formate. Von 2014 bis 2015 moderierte sie die Fernsehsendung Dating Naked. Seit 2014 tritt sie als Moderatorin des Morgenprogramms des Unterhaltungs-Nachrichtenmagazins Entertainment Tonight in Erscheinung.

## Filmografie

### Schauspielerin
- 2003: E! Presents Comcast on Demand (Fernsehserie)
- 2007: Paramore: Misery Business (Kurzfilm)
- 2007: Dinner at Eight (Kurzfilm)
- 2008: Propel (Kurzfilm)
- 2008: Shadow on the Wall (Kurzfilm)
- 2008: Siamese Connection (Kurzfilm)
- 2009: Fired Up!
- 2009: Fun with War Crimes (Kurzfilm)
- 2009: The Pit and the Pendulum
- 2009: Evil Bong 2: King Bong
- 2009: Im tiefen Tal der Superbabes (Deep in the Valley)
- 2009: Twenty Something (Mini-Serie, Episode 1x02)
- 2009: I Kissed a Vampire (Fernsehserie, 3 Episoden)
- 2010: I Kissed a Vampire
- 2010: Black Red Yellow (Kurzfilm)
- 2010: Defenders (Fernsehserie, 2 Episoden)
- 2010: Greetings (Kurzfilm)
- 2011: Evil Bong 3: The Wrath of Bong
- 2012: Zombies Vs. Strippers
- 2012: Fuzzy Giners (Kurzfilm)
- 2012: Husband & Wife (Mini-Serie, 5 Episoden)
- 2012: Save a Slut (Kurzfilm)
- 2012: Hot in Cleveland (Fernsehserie, Episode 4x01)
- 2012: War Bride (Kurzfilm)
- 2012: The Blue Line (Fernsehfilm)
- 2013: Sullivan & Son (Fernsehserie, Episode 2x02)
- 2013: The Real Housewives of New Jersey Parody (Kurzfilm)
- 2013: Dolphin Rape PSA (Kurzfilm)
- 2013: Hot Tub Diaries (Kurzfilm)
- 2013: Gingerdead Man vs. Evil Bong
- 2013: 2 Broke Girls (Fernsehserie, Episode 3x08)
- 2013: Instacurity (Fernsehserie, Episode 1x13)
- 2014: Dumbbells
- 2014: The Breaks (Fernsehfilm)
- 2014: Karate-Chaoten (Kickin' It) (Fernsehserie, Episode 4x05)
- 2014: LA Bound: 7 Things Nobody Tells You About Moving to LA (Kurzfilm)
- 2014: Trophy Heads
- 2014: The Purge: Anarchy
- 2014: Second Time Around (Kurzfilm)
- 2015: Intervention (Kurzfilm)
- 2015: Evil Bong 420
- 2015: Stockholm (Kurzfilm)
- 2016: Freshwater
- 2016: Evil Bong: High 5
- 2016: Do Over
- 2016: The Thinning
- 2016: Hauntsville
- 2017: Wisco Queens (Fernsehserie, Episode 1x05)
- 2017: SEXDOTCOM
- 2017: Just a Reflection (Kurzfilm)
- 2018: Eruption: LA
- 2018: The Thinning: New World Order
- 2018: The Appointment (Kurzfilm)
- 2019: ODY (Kurzfilm)
- 2019: 1/2 New Year
- 2020: Disrupted
- 2020: Hush (Kurzfilm)

### Produzentin
- 2010: Style 101: Teen Edition (Fernsehserie)
- 2012: Trend This! (Fernsehserie, 3 Episoden)
- 2013: BK Comedy Series (Fernsehserie, 21 Episoden)
- 2013: Dolphin Rape PSA (Kurzfilm)

## Fernsehtätigkeiten (Auswahl)
- 2005: In the Mix (Fernsehsendung, 6 Episoden)
- 2009–2010: E! News (Fernsehsendung, 24 Episoden)
- 2010: The Daily 10 (Fernsehsendung, 21 Episoden)
- 2011: Hollywood 411 (Fernsehsendung, 10 Episoden)
- 2012–2013: Trend This! (Fernsehsendung, 7 Episoden)
- 2014–2015: Dating Naked (Fernsehsendung, 21 Episoden)
- seit 2014: Entertainment Tonight (Nachrichtensendung)